# Lina Sandell
Lina Sandell (ur. jako Karolina Wilhelmina Sandell 3 października 1832 we Fröderyd, zm. 27 lipca 1903 w Sztokholmie) – szwedzka poetka, pisarka i autorka hymnów protestanckich.

## Życiorys i twórczość

### Dzieciństwo i młodość
Karolina Wilhelmina Sandell urodziła się jako córka wikariusza i dziekana Jonasa Sandella i Fredriki Sandell (z domu Engstrand). Miała też starszego brata i trzy siostry. Rodzina była bardzo zaangażowana w wewnątrzkościelny ruch przebudzeniowy, ojciec był zwolennikiem kaznodziei przebudzeniowego Petera Wieselgrena. Karolina dzieciństwie, po długiej chorobie, doświadczyła czegoś w rodzaju duchowego przebudzenia, a chrześcijański mistycyzm miał cechować jej późniejszą poezję. Okres jej dorastania był naznaczony napięciem pomiędzy niepohamowaną chęcią pisania i zdobywania wiedzy z jednej strony, a z drugiej – wymaganiami otoczenia dotyczącymi jej udziału jako kobiety w pracach domowych. Pisać prawdopodobnie zaczęła już w dzieciństwie, do czego zachęcał ją ojciec, który wcześnie dostrzegł talent artystyczny córki. Mając 12 lat napisała pamiętnik Barndoms Försök af Karolina Sandell 1845. Nieco wcześniej, w lutym 1843 roku poważnie zachorowała, przypuszczalnie na chroniczne zapalenie płuc, co odcisnęło piętno na jej późniejszym życiu. Była bardzo związana z ojcem. Nigdy nie chodziła do szkoły, a jej jedynym nauczycielem był jej ojciec, człowiek wszechstronnie wykształcony, znający języki obce (między innymi łacinę, grekę, język hebrajski i język angielski), mający w domowej bibliotece pokaźny zbiór dzieł literackich, zarówno skandynawskich jak i europejskich. Nastoletnia Karolina stała się jego sekretarką.

### Debiut literacki

#### Działalność pisarska i redaktorska
W 1853 roku zadebiutowała poematem „Andeliga vårblommor”. W latach 50. XIX wieku publikowała wiersze w czasopismach Dufworösten i Barnens Tidning oraz w zeszytowej serii Andeliga sånger kompozytora Oscara Ahnfelta. Od 1856 roku zaczęła pisać dla periodyku Budbäraren. W swojej działalności społecznej inspirowała się dokonaniami Fredriki Bremer; reagowała zdecydowanie na ograniczanie wolności kobiet, jednak działalności feministycznej nie prowadziła. Latem 1858 roku podczas podróży statkiem po Göta kanal zdarzył się nieszczęśliwy wypadek, w wyniku którego utonął jej ojciec. Oznaczało to pogorszenie się sytuacji materialnej i społecznej osieroconej rodziny. W ciągu kilku lat po tym wypadku Sandell straciła dodatkowo dwie starsze siostry i matkę. Po okresie życia z przyjaciółmi i rodzeństwem w Smalandii w 1861 roku przeniosła się do Sztokholmu, gdzie fundacja ewangeliczna Evangeliska Fosterlandsstiftelsen przygotowała dla niej posadę. Zaczęła pisać pieśni religijne oraz redagować pisma odrodzeniowe, czasopisma dziecięce i biografie. Fundacja zleciła jej nawiązanie kontaktu z chrześcijanami za granicą w celu pozyskania stamtąd literatury. Sandell współpracowała z fundacją aż do emerytury. Pierwszym zadaniem, jakie otrzymała od Fundacji, było zredagowanie nowego śpiewnika Pilgrimsharpan (1861). Śpiewnik okazał się sukcesem i został wydany w ponad 65 tysiącach egzemplarzy. Na ogólną liczbę 200 hymnów 50 było autorstwa Sandell. Jej działalność redaktorska była rozległa: w ciągu prawie czterech dekad redagowała coroczny kalendarz Korsblomman, pismo dla dzieci Barnens tidning, przeznaczony również dla nich chrześcijański kalendarz Korn åt små fåglar, czasopismo dla szkółki niedzielnej Barnens vän oraz inne materiały przeznaczone dla dzieci. Ocenia się, że Sandell napisała ponad 2000 pieśni i wierszy. Jej wiersze zostały szybko spopularyzowane za granicą, głównie w krajach skandynawskich, ale także, poprzez misjonarzy, w krajach afrykańskich oraz w środowiskach emigracji szwedzkiej w Stanach Zjednoczonych. Niektóre z jej najbardziej znanych hymnów doczekały się angielskiego tłumaczenia.. Do najbardziej cenionych hymnów Sandell należą, oprócz już wymienionych, „Blott en dag”, „Bred dina vida vingar” och „Jag är en gäst och främling”.

#### Działalność przekładowa
Sandell miała zdolności językowe – obok niemieckiego i angielskiego, opanowała łacinę, grekę i hebrajski. Dużo tłumaczyła, głównie z języka angielskiego, ale także z niemieckiego. Spośród niemieckich poetów był to przede wszystkim Georg Friedrich Frickert, z pisarzy amerykańskich Ellen Gates i Samuel Francis Smith, a z angielskich Charlotte Elliott i Frances Ridley Havergal. Sandell tłumaczyla również artykuły z angielskich czasopism, takich jak British Messenger, Gospel Trumpet i Childrens Paper. Szwedzka gazeta Arbetarens vän, którą wydawała wspólnie z mężem Oscarem Bergiem w latach 1875-1903, redagowana była na wzór angielskiego Worker’s friend. Literackim źródłem inspiracji był dla niej wydany w Stanach Zjednoczonych zbiór pieśni Favourite Hymns for Community Singing oraz zbiór listów Samuela Rutherforda. Ale inspirowała się również twórczością autorów skandynawskich, takich jak norweski biskup i poeta Jørgen Moe. Najbardziej znany wiersz Sandell, „En liten stund med Jesus” (z muzyką Ahnfeldta), miał w rzeczywistości swoje źródło w utworze Anne Louise Ashley-Greenstreets „Talking with Jesus”(1871). W latach 1882–1892 okazał się zbiór jej hymnów Samlade sånger, w trzech tomach, po 350 stron każdy. Blisko 150 jej hymnów znalazło się w śpiewniku Evangeliska Fosterlandsstiftelse, zatytułowanym Sions toner, wydanym w 400 000 egzemplarzy już w latach 20. XX wieku.

### Ostatnie lata
W 1899 roku zachorowała na grypę i już nigdy nie powróciła całkowicie do zdrowia. Nękana chorobami bardzo osłabła w ostatnich latach życia, dotknęła ją nawet demencja, wskutek czego nie była w stanie poradzić sobie z większością codziennych czynności życiowych. Zmarła w spokoju rankiem 27 lipca 1903 roku. 31 lipca pod przewodnictwem wikariusza Bernharda Wadströma odbył się w kościele w Solnie jej pogrzeb. Większość zgromadzonych uczestników nie zmieściła się w kościele i musiała pozostać na zewnątrz. Uczestnicy uroczystości pogrzebowych odśpiewali dwie pieśni Sandell: „Jag är en gäst och främling” i „Tryggare kan ingen vara”. W październiku tego samego roku zmarł jej mąż. Rzeźbiarz Axel Wallenberg wykonał posąg Liny Sandell, który został ustawiony pod wielowiekowym jesionem w sadzie plebanii we Fröderyd.

## Życie prywatne
W 1867 roku wyszła za mąż za handlarza Carla Oscara Berga, późniejszego konsula generalnego. Oboje byli bardzo zaangażowani zawodowo; zaczęli od założenia domu marynarza, przez prawie trzy dekady wydawali pismo dla dzieci, Barnens vän, działali też wspólnie w Svenska Nykterhetssällskapet (Szwedzkim Stowarzyszeniu Abstynenckim). Ale w ich życiu miały również miejsce wydarzenia niepomyślne: rok po ślubie Sandell urodziła martwą córkę, a w latach 90. XIX wieku roku sąd skazał jej męża na karę więzienia za oszustwa księgowe.

## Spuścizna
25 października 2003 roku, dla upamiętnienia 100. rocznicy śmierci Sandell, zorganizowano w Central Lutheran Church w Minneapolis koncert jej pieśni. Koncert powtórzono następnego wieczora w Luther Seminary w Saint Paul. 9 listopada tego samego roku odbył się koncert pieśni Sandell (trzeci z kolei) w Salem Covenant Church w New Brighton.